# Centralhatchee (Georgia)
Centralhatchee es un pueblo ubicado en el condado de Heard en el estado estadounidense de Georgia. En el censo de 2000, su población era de 383.

## Demografía
En el 2000 la renta per cápita promedia del hogar era de $37,813, y el ingreso promedio para una familia era de $48,500. El ingreso per cápita para la localidad era de $15,491. Los hombres tenían un ingreso per cápita de $34,000 contra $22,500 para las mujeres.

## Geografía
Centralhatchee se encuentra ubicado en las coordenadas 33°22′7″N 85°6′15″O / 33.36861, -85.10417 (33.368476, -85.104182).
Según la Oficina del Censo, la localidad tiene un área total de 8,5 km² (3,3 mi²), de la cual 8,5 km² (3,3 mi²) es tierra y 0 km² (0 mi²) (0.39%) es agua.